# William Edward Story

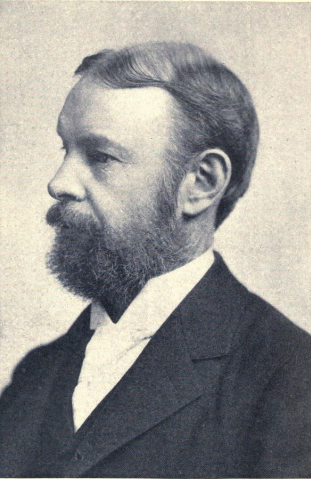
William Edward Story

William Edward Story (* 29. April 1850 in Boston, Massachusetts; † 10. April [abweichend: 11. April ] 1930 in Worcester, Massachusetts) war ein US-amerikanischer Mathematiker. Er machte sich um die Entwicklung der Mathematik in den Vereinigten Staaten als eigenständige wissenschaftliche Disziplin verdient.

## Leben und Wirken
Story erwarb 1871 einen Studienabschluss an der Harvard University. Anschließend reiste er nach Deutschland, um bei Karl Weierstraß, Ernst Eduard Kummer und Hermann von Helmholtz in Berlin Vorlesungen zu hören. Bei Carl Gottfried Neumann und Wilhelm Scheibner erwarb er 1875 einen Dr. phil. mit der Arbeit On the algebraic relations existing between the polars of the binary quintic.
1875/76 arbeitete Story als Dozent an der Harvard University, bevor er 1876 an der neu eröffneten Johns Hopkins University eine Professur für Mathematik erhielt, 1889 an der neu eröffneten Clark University. 1921 wurde Story emeritiert.
Von 1878 bis 1882 war Story Herausgeber des American Journal of Mathematics. Gegen Ende seiner Karriere befasste sich Story vor allem mit Mathematikgeschichte und dem Werk von Omar Chayyām. Zu Storys Schülern gehörten Linnaeus Dowling, Solomon Lefschetz und Henry Taber.
1876 wurde Story als Mitglied in die American Academy of Arts and Sciences gewählt, 1881 als Fellow in die American Association for the Advancement of Science, 1908 als Mitglied in die National Academy of Sciences.
Story war ab 1878 mit Mary Deborah Harrison verheiratet, das Paar hatte ein Kind. William Edward Story starb am 10. April 1930 an einer Lungenentzündung. Sein Grab befindet sich auf dem Central Cemetery von Beverly, Massachusetts.